# Passo dell'Arlberg
Il passo dell'Arlberg o dell'Àrula (1.793 m s.l.m. - in tedesco  Arlbergpass) è un valico alpino austriaco che collega il Vorarlberg con il Tirolo.

## Geografia
Dal punto di vista orografico divide le Alpi del Silvretta, del Samnaun e del Verwall (nelle Alpi Retiche occidentali - a sud) dalle Alpi della Lechtal (nelle Alpi Calcaree Nordtirolesi - a nord).
Per facilitare i collegamenti al di sotto del passo è stato costruito il traforo stradale dell'Arlberg.